# Ungdomstrøjen (Giro d'Italia)
Maglia bianca (italiensk for hvid trøje) bliver præmieret til den rytter under 25 år som ligger bedst sammenlagt (General Classification) i Giro d'Italia. Den blev genindført i 2007 og erstattede den blå kombinationstrøje. Trøjen svarer til Tour de Frances Maillot blanc.

## Vindere
- 2025 –  Isaac Del Toro
- 2024 –  Antonio Tiberi
- 2023 –  João Almeida
- 2022 –  Juan Pedro López
- 2021 –  Egan Bernal ( også sammenlagt)
- 2020 –  Tao Geoghegan Hart ( også sammenlagt)
- 2019 –  Miguel Ángel López
- 2018 –  Miguel Ángel López
- 2017 –  Bob Jungels
- 2016 –  Bob Jungels
- 2015 –  Fabio Aru
- 2014 –  Nairo Quintana  ( også sammenlagt)
- 2013 –  Carlos Betancur
- 2012 –  Rigoberto Urán
- 2011 –  Roman Kreuziger
- 2010 –  Richie Porte
- 2009 –  Kevin Seeldraeyers
- 2008 –  Riccardo Riccò
- 2007 –  Andy Schleck
- 1995-2006 ikke uddelt
- 1994 –  Jevgenij Berzin  ( også sammenlagt)
- 1993 –  Pavel Tonkov
- 1992 –  Pavel Tonkov
- 1991 –  Massimiliano Lelli
- 1990 –  Vladimir Poulnikov
- 1989 –  Vladimir Poulnikov
- 1988 –  Stefano Tomasini
- 1987 –  Roberto Conti
- 1986 –  Marco Giovannetti
- 1985 –  Alberto Volpi
- 1984 –  Charly Mottet
- 1983 –  Franco Chioccioli
- 1982 –  Marco Groppo
- 1981 –  Giuseppe Faraca
- 1980 –  Tommy Prim
- 1979 –  Silvano Contini
- 1978 –  Roberto Visentini
- 1977 –  Mario Beccia
- 1976 –  Alfio Vandi